# Gulácsi Péter
Gulácsi Péter (Budapest, 1990. május 6. –) magyar válogatott labdarúgó, a német RB Leipzig kapusa. A Sándor Károly Labdarúgó Akadémia neveltje, 2007. augusztus 13-án 1+2 éves szerződés keretében került az angol Liverpool együtteséhez, ahonnan kölcsönadták több alsóbb osztályú csapathoz. Gulácsi meghatározó embere volt az egyiptomi 2009-es U20-as labdarúgó-világbajnokság U20-as magyar labdarúgó-válogatott keretének, amely bronzérmet szerzett.

## Pályafutása

### Junior évei
Pályafutását ötévesen a lakhelyéhez közeli BVSC-ben kezdte, és a korához képest magas kisfiút rögtön a kapuba állították. A Szőnyi úti együttes korosztályos csapataiban eltöltött nyolc év után 2003-ban került az MTK Budapest agárdi labdarúgó iskolájába, ahol egyrészt tanulmányait folytatta, másrészt képességeit fejlesztették. A fiatal kapust számos alkalommal meghívták a különböző magyar korosztályos labdarúgó-válogatottakba is, azonban kevés lehetőséghez jutott.

### Angliában

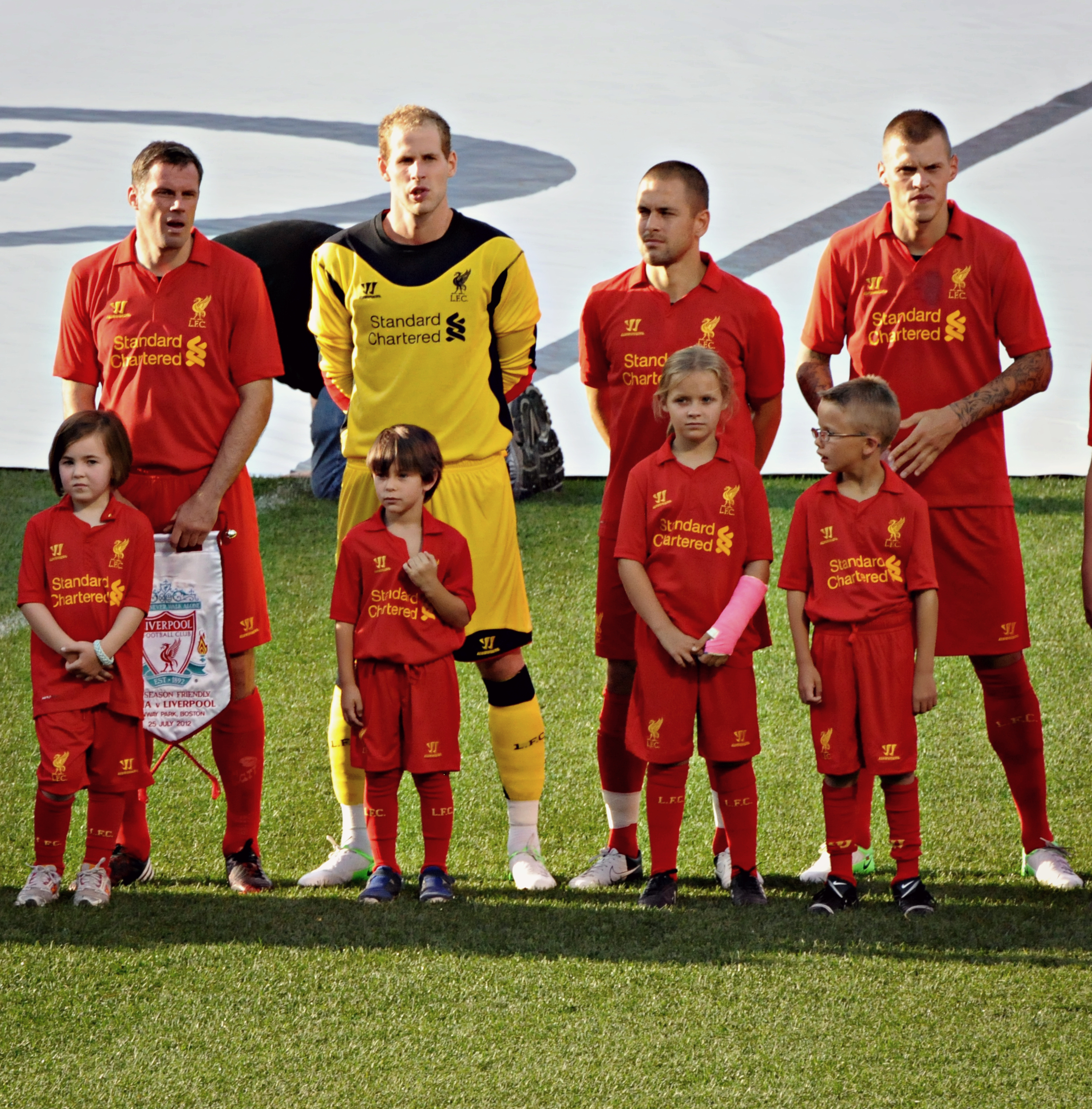
Gulácsi Jamie Carragher, Joe Cole és Martin Škrtel társaságában

A Sándor Károly Akadémia és a Liverpool között fennálló partneri viszonynak köszönhetően került Angliába, Simon András és Németh Krisztián után harmadik magyarként igazolt a világhírű egyesület tartalékcsapatába. Angliai klubjában 2007. november 27-én, a Manchester City tartalékcsapata elleni mérkőzésen védett először, amelyen a szintén debütáló Németh Krisztián duplájának köszönhetően a liverpooli együttes 3–2-es arányban diadalmaskodott.
A 2008-09-es szezonban már a felnőtt keret tagja volt, de bajnokin nem lépett pályára. Rafael Benítez a Crewe Alexandra elleni ligakupa mérkőzésen a kispadra nevezte Gulácsit. A Tottenham Hotspur ellen ismét a kispadra nevezte edzője.
A tartalék csapatban mérkőzésről mérkőzésre remek teljesítményt nyújtott ezért kölcsönben került az angol harmadosztályban szereplő Hereford Unitedhoz. A Cheltenham ellen mutatkozott be, ahol több remek védést is bemutatott a győztes mérkőzés folyamán. Pár nappal később a Leeds United elleni bajnokin több remek bravúros védése mellett egy tizenegyest is kivédett. A kölcsönszerződés ideje alatt remek védésekkel hívta magára fel a figyelmet.

### 2009-10-es szezon
2009 júliusában bemutatkozott a Liverpool felnőtt csapatában a St. Gallen elleni felkészülési mérkőzésen. A Rapid Wien ellen ismét csereként lépett pályára. A következő felkészülési mérkőzésen is szerepet kapott csereként. A 2009-10-es szezonban továbbra is tagja a felnőtt keretnek. Augusztus közepén 2013-ig meghosszabbította szerződését. Diego Cavallieri édesapja halála miatt hazautazott Brazíliába, így Gulácsi ült a kispadon a Bolton elleni győztes mérkőzésen. November elején az Everton FC elleni tartalék bajnoki mérkőzésen tizenegyest védett Gulácsi. 2010. január 13-án a Reading elleni FA-kupa mérkőzésen ismét a kispadon kapott szerepet a felnőttek között. Lancashire Senior Cup döntőjébe a Liverpool reserve együttesével bejutott, majd később meg is nyerték.

#### Tranmere Rovers
Április végén kölcsönbe került a Tranmere Rovers együtteséhez, amely az angol harmadosztályban szerepelt. A Brentford ellen debütált új klubjában. Gulácsi remek védésekkel segítette klubját a bent maradásban vívott mérkőzéseken. A FA külön engedélyével sikeresen meghosszabbították Gulácsi kölcsönszerződését a bajnokság utolsó két mérkőzéséig, ami annak köszönhető, hogy a magyar kapus remek teljesítményt nyújtott. Május elején a bent maradásért küzdő csapata gólvonalán Gulácsi eközben magabiztosan tette a dolgát a Stockport ellen, végül 3-0-ra nyertek és bent maradtak.

### 2011–12-es szezon

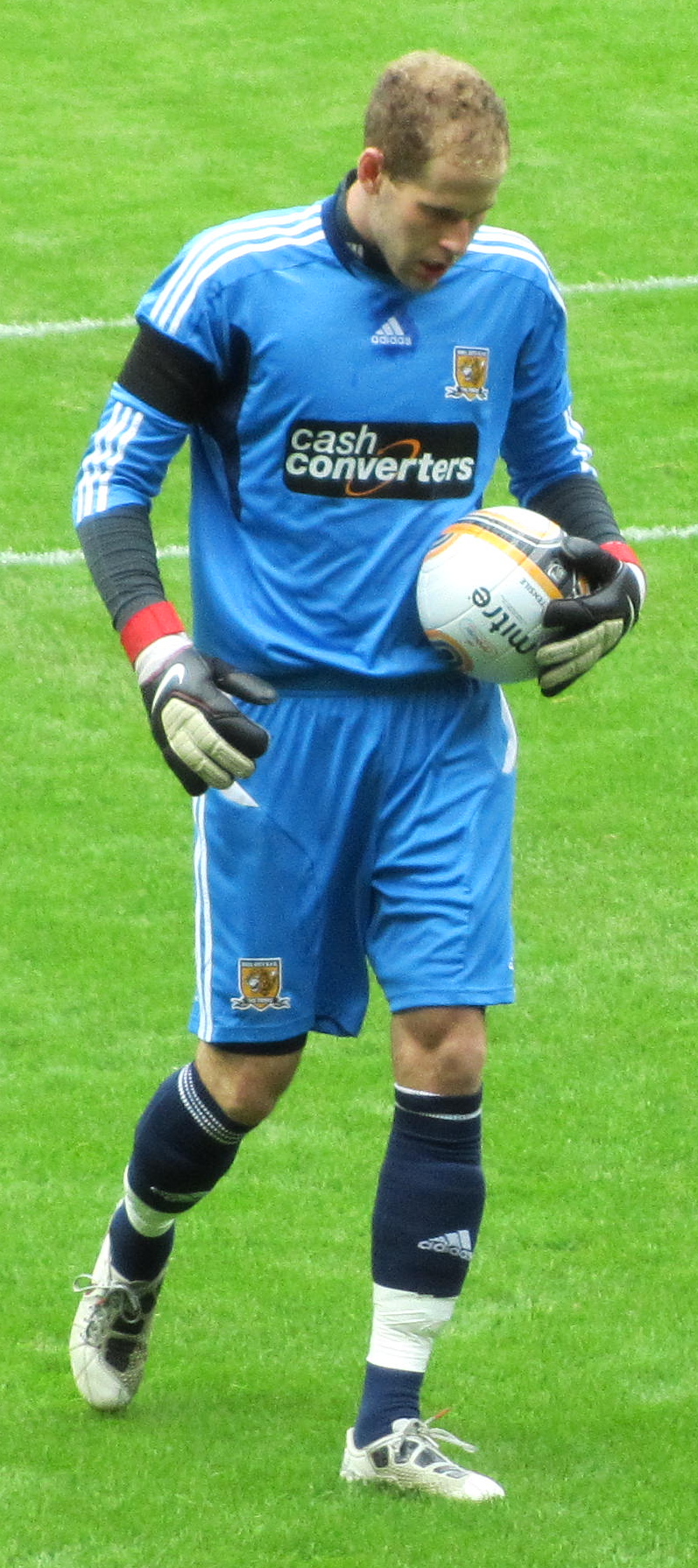
Gulácsi a Hull City-ben, 2011-ben

2011-ben az ausztrál válogatott Brad Jonest kiszorítva második számú kapusként szerepel a Liverpool keretében. 2011-től kölcsönben a Hull City csapatában szerepelt, azonban 2012. április 11-én Reina és Doni eltiltása miatt visszarendelték a Liverpoolhoz.

### Red Bull Salzburg

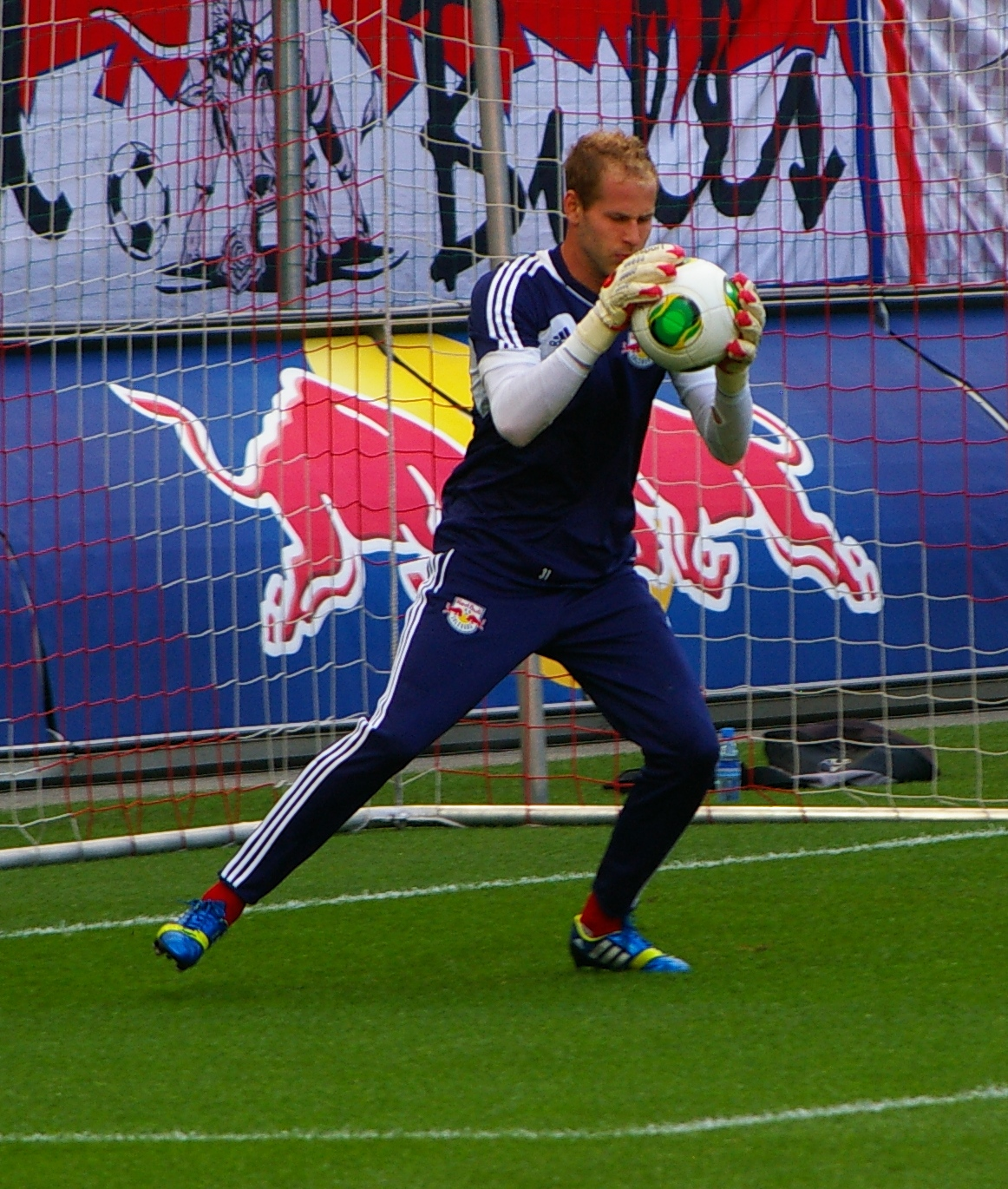
Gulácsi a Red Bull Salzburg kapujában

2013. június 7-én négy évre ingyen  igazolta le az osztrák Red Bull Salzburg.  Az Osztrák Bundesligában 2013. július 20-án mutatkozott be a Wiener Neustadt elleni 5–1-es győztes meccsen. Összesen 65 bajnoki mérkőzésen állt a salzburgiak kapujában. Két bajnoki címet és egy kupagyőzelmet ünnepelhetett.

### RB Leipzig
2015. június 5-én hivatalosan is bejelentették, hogy Gulácsi is az egyike annak a három játékosnak, aki az osztrák partnerklubtól, a Red Bull Salzburgtól Lipcsébe kerül. Stefan Ilsanker és Nils Quaschner társaságában igazolt 2019-ig a klubhoz. 2016. február 7-én debütált az Eintracht Braunschweig ellen a 33. percben állt be a megsérülő Fabio Coltorti helyett. Az idény hátralevő részében 14 bajnokin védte a lipcsei csapat kapuját, aki második helyen végezve jutottak fel történetük során először a Bundesliga 1-be.
Augusztus 28-án a bajnokság első fordulójában is Gulácsi nevével kezdődött az összeállítás, aki így bemutatkozhatott a német élvonalban. Az újonc csapat nagyszerűen kezdte a bajnokságot, november 21-én, Gulácsival a kapuban idegenben győzték le 3–2-re a Bayer Leverkusent, ezzel pedig a tabella élére álltak. A 16. fordulóban ugyan 3-0-s vereséget szenvedtek a FC Bayern Münchentől, de így is a dobogón telelhettek. A 21. fordulóban a Borussia Mönchengladbach ellen kivédte Thorgan Hazard büntetőjét, csapata 2-1-es győzelmet aratott, őt pedig a forduló legjobb kapusának választották.
A Leipzig végül a 2. helyen végzett a Bundesliga 2016–2017-es kiírásában, így kvalifikálta magát a 2017–2018-as Bajnokok Ligája sorozatba. 2017. szeptember 13-án a klub történetének első csoportmérkőzésén Gulácsi kezdőként védte végig az AS Monaco elleni hazai mérkőzést (1-1).
A 2017–2018-as Bundesliga szezon őszi idényében a Kicker osztályzatai alapján a bajnokság legjobb kapusa lett. A 2018–2019-es Bundesliga szezon addigi szakaszában egy februári felmérés szerint a bajnokság legjobb kapusa volt a lejátszott mérkőzések és az azokon kapott gólok száma alapján. A szezon végeztével a harmadik helyen végzett a Leipziggel a bajnokságban és a Kicker osztályzatai alapján az egész mezőny legjobb játékosa lett. A 2018–2019-es idényben a legtöbb gól nélküli bajnoki mérkőzésért járó Fehér Kesztyű mellett 7500 eurós pénznyereménnyel is jutalmazták. Az összeget egy lipcsei, gyermekeknek segítő alapítványnak ajánlotta fel. A Kicker 2020. január 3-án a Bundesliga legjobb légiósának választotta a posztján. 2020 áprilisában a FourFourTwo angol nyelvű kiadása a világ legjobb kapusai köz sorolta. 2020. május 24-én, a Mainz elleni idegenbeli 5–0-s győzelem alkalmával 125. alkalommal lépett pályára a német élvonalban. Június 1-jén, a Köln ellen 4–2-re megnyert bajnokin egy kirúgásból gólpasszt adott Timo Wernernek. A Leipzig az idényt a harmadik helyen zárta, Gulácsit a Bundesliga játékosai a 2019-2020-as szezon harmadik legjobb kapusának választották.
A 2019–2020-as Bajnokok Ligájában a Leipzig a negyeddöntős legyőzésével bejutott a sorozat elődöntőjébe, Gulácsi pedig az első magyar labdarúgó lett - Willi Orbannal együtt - aki eljutott a legrangosabb európai kupasorozat ezen szakaszába.
Bármilyen európai topcsapatban kezdene. A BL-elődöntőre készül, sok tapasztalata van, és megbízható is. Ez nagyon imponáló lenne bármelyik edzőnek
A Kicker év végi rangsorában Manuel Neuer mögött második lett a kapusok között.
2022. május 21-én a Freiburg elleni kupadöntőn (1–1) hosszabbítás után tizenegyesekkel (4–2) győztek, a lipcsei csapat tagjaként történelmet írtak a klub első Német labdarúgókupa aranyérmével.
2022. október 5-én súlyosan megsérült a Celtic elleni BL mérkőzésen. Öt nappal később megműtötték. 2023. január elején újra meg kellett műteni a térdét, mert elfertőződött.

### A válogatottban
A magyar U19-es labdarúgó-válogatott sikeres Európa-bajnoki szereplését követően Erwin Koeman meghívta a Horvátország ellen készülő felnőtt keretbe, pályára azonban nem lépett. A 2009-es U20-as világbajnokságon bronzérmet szerző magyar válogatott kapusa, és a costa ricaiak elleni bronzmérkőzés hőse volt, miután három büntetőt is hárított a találkozót követő tizenegyes-párbaj során. A magyar U21-es labdarúgó-válogatott első számú kapusa volt. A felnőtt válogatottban az első mérkőzését 2014. május 22-én játszotta Dánia ellen. Részt vett a 2016-os labdarúgó-Európa-bajnokságon. Király Gábor a kontinenstorna után visszavonult a nemzeti csapattól, utódja Gulácsi lett, a 2018-as világbajnoki selejtezőkön az ő nevével kezdődött a válogatott összeállítása. Tagja volt a következő, a koronavírus-járvány miatt 2021-re halasztott Európa-bajnokságra nevezett keretnek is. A kontinenstornán ő volt a magyar válogatott elsőszámú kapusa, mindhárom csoportmérkőzésen ő állt a nemzeti csapat kapujában.

## Magánélete
Felesége Vígh Diána, akivel két gyermekük van, Dominik és Vince.

## Statisztika

### Klubcsapatokban
2025. május 17-i állapot szerint.
| Klub                      | Szezon           | Bajnokság        | Bajnokság | Bajnokság | Kupa  | Kupa  | Nemzetközi | Nemzetközi | Egyéb | Egyéb | Összes | Összes |
| Klub                      | Szezon           | Liga             | Mérk.     | Gólok     | Mérk. | Gólok | Mérk.      | Gólok      | Mérk. | Gólok | Mérk.  | Gólok  |
| ------------------------- | ---------------- | ---------------- | --------- | --------- | ----- | ----- | ---------- | ---------- | ----- | ----- | ------ | ------ |
| Hereford United (kölcsön) | 2008–09          | League One       | 18        | 0         | —     | —     | —          | —          | —     | —     | 18     | 0      |
| Hereford United (kölcsön) | Összesen         | Összesen         | 18        | 0         | —     | —     | —          | —          | —     | —     | 18     | 0      |
| Tranmere Rovers (kölcsön) | 2009–10          | League One       | 5         | 0         | —     | —     | —          | —          | —     | —     | 5      | 0      |
| Tranmere Rovers (kölcsön) | 2010–11          | League One       | 12        | 0         | —     | —     | —          | —          | 2     | 0     | 14     | 0      |
| Tranmere Rovers (kölcsön) | Összesen         | Összesen         | 17        | 0         | —     | —     | —          | —          | 2     | 0     | 19     | 0      |
| Hull City (kölcsön)       | 2011–12          | Championship     | 15        | 0         | —     | —     | —          | —          | —     | —     | 15     | 0      |
| Hull City (kölcsön)       | Összesen         | Összesen         | 15        | 0         | —     | —     | —          | —          | —     | —     | 15     | 0      |
| Red Bull Salzburg         | 2013–14          | O.Bundesliga     | 31        | 0         | 5     | 0     | 14         | 0          | —     | —     | 50     | 0      |
| Red Bull Salzburg         | 2014–15          | O.Bundesliga     | 34        | 0         | 5     | 0     | 11         | 0          | —     | —     | 50     | 0      |
| Red Bull Salzburg         | Összesen         | Összesen         | 65        | 0         | 10    | 0     | 25         | 0          | —     | —     | 100    | 0      |
| RB Leipzig                | 2015–16          | Bundesliga 2     | 14        | 0         | 1     | 0     | —          | —          | —     | —     | 15     | 0      |
| RB Leipzig                | 2016–17          | Bundesliga       | 33        | 0         | 1     | 0     | —          | —          | —     | —     | 34     | 0      |
| RB Leipzig                | 2017–18          | Bundesliga       | 33        | 0         | 2     | 0     | 12         | 0          | —     | —     | 47     | 0      |
| RB Leipzig                | 2018–19          | Bundesliga       | 33        | 0         | 6     | 0     | 1          | 0          | —     | —     | 40     | 0      |
| RB Leipzig                | 2019–20          | Bundesliga       | 32        | 0         | —     | —     | 10         | 0          | —     | —     | 42     | 0      |
| RB Leipzig                | 2020–21          | Bundesliga       | 33        | 0         | 5     | 0     | 8          | 0          | —     | —     | 46     | 0      |
| RB Leipzig                | 2021–22          | Bundesliga       | 33        | 0         | 5     | 0     | 11         | 0          | —     | —     | 49     | 0      |
| RB Leipzig                | 2022–23          | Bundesliga       | 6         | 0         | —     | —     | 3          | 0          | 1     | 0     | 10     | 0      |
| RB Leipzig                | 2023–24          | Bundesliga       | 13        | 0         | 2     | 0     | 3          | 0          | —     | —     | 18     | 0      |
| RB Leipzig                | 2024–25          | Bundesliga       | 30        | 0         | 1     | 0     | 6          | 0          | —     | —     | 37     | 0      |
| RB Leipzig                | 2025–26          | Bundesliga       | 0         | 0         | 0     | 0     | —          | —          | —     | —     | 0      | 0      |
| RB Leipzig                | Összesen         | Összesen         | 260       | 0         | 24    | 0     | 54         | 0          | 1     | 0     | 339    | 0      |
| Karrier összesen          | Karrier összesen | Karrier összesen | 375       | 0         | 34    | 0     | 79         | 0          | 3     | 0     | 491    | 0      |

1. ↑  Mérkőzése(i) az EFL Trophy-ban
2. ↑  Mérkőzése(i) a Bajnokok Ligája selejtezőjében (két mérkőzés) és az Európa Ligában (12 mérkőzés)
3. ↑  Mérkőzése(i) a Bajnokok Ligája selejtezőjében (négy mérkőzés) és az Európa Ligában (hét mérkőzés)
4. ↑  Mérkőzése(i) a Bajnokok Ligájában (hat mérkőzés) és az Európa Ligában (hat mérkőzés)
5. ↑  Mérkőzése(i) az Európa Liga selejtezőjében (egy mérkőzés)
6. 1 2 3 4 5  Mérkőzése(i) a Bajnokok Ligájában
7. ↑  Mérkőzése(i) a Bajnokok Ligájában (öt mérkőzés) és az Európa Ligában (hat mérkőzés)
8. ↑  Mérkőzése(i) a DFL-Supercup-ban.

### A válogatottban
| Magyarország | Magyarország | Magyarország |
| Év           | Mérk.        | Gólok        |
| ------------ | ------------ | ------------ |
| 2014         | 2            | 0            |
| 2015         | –            | –            |
| 2016         | 5            | 0            |
| 2017         | 7            | 0            |
| 2018         | 9            | 0            |
| 2019         | 8            | 0            |
| 2020         | 5            | 0            |
| 2021         | 10           | 0            |
| 2022         | 5            | 0            |
| 2023         | –            | –            |
| 2024         | 7            | 0            |
| Összesen     | 58           | 0            |

### Mérkőzései a válogatottban
| Magyarország | Magyarország         | Magyarország                           | Magyarország     | Magyarország | Magyarország     | Magyarország    | Magyarország | Magyarország |
| #            | Dátum                | Helyszín                               | Hazai            | Eredmény     | Vendég           | Kiírás          | Gólok        | Esemény      |
| ------------ | -------------------- | -------------------------------------- | ---------------- | ------------ | ---------------- | --------------- | ------------ | ------------ |
| 1.           | 2014. május 22.      | Debrecen, Nagyerdei stadion            | Magyarország     | 2 – 2        | Dánia            | barátságos      | -            |              |
| 2.           | 2014. szeptember 7.  | Budapest, Groupama Aréna               | Magyarország     | 1 – 2        | Észak-Írország   | Eb-selejtező    | -            |              |
| 3.           | 2016. május 20.      | Budapest, Groupama Aréna               | Magyarország     | 0 – 0        | Elefántcsontpart | barátságos      | -            | a szünetben  |
| 4.           | 2016. szeptember 6.  | Tórshavn, Tórsvøllur Stadion           | Feröer           | 0 – 0        | Magyarország     | vb-selejtező    | -            |              |
| 5.           | 2016. október 7.     | Budapest, Groupama Aréna               | Magyarország     | 2 – 3        | Svájc            | vb-selejtező    | -            |              |
| 6.           | 2016. október 10.    | Riga, Skonto stadion                   | Lettország       | 0 – 2        | Magyarország     | vb-selejtező    | -            |              |
| 7.           | 2016. november 13.   | Budapest, Groupama Aréna               | Magyarország     | 4 – 0        | Andorra          | vb-selejtező    | -            |              |
| 8.           | 2017. március 25.    | Lisszabon, Estádio da Luz              | Portugália       | 3 – 0        | Magyarország     | vb-selejtező    | -            |              |
| 9.           | 2017. június 5.      | Budapest, Groupama Aréna               | Magyarország     | 0 – 3        | Oroszország      | barátságos      | -            |              |
| 10.          | 2017. június 9.      | Andorra la Vella, Estadi Nacional      | Andorra          | 1 – 0        | Magyarország     | vb-selejtező    | -            |              |
| 11.          | 2017. augusztus 31.  | Budapest, Groupama Aréna               | Magyarország     | 3 – 1        | Lettország       | vb-selejtező    | -            |              |
| 12.          | 2017. szeptember 3.  | Budapest, Groupama Aréna               | Magyarország     | 0 – 1        | Portugália       | vb-selejtező    | -            |              |
| 13.          | 2017. október 7.     | Bázel, St. Jakob-Park                  | Svájc            | 5 – 2        | Magyarország     | vb-selejtező    | -            |              |
| 14.          | 2017. október 10.    | Budapest, Groupama Aréna               | Magyarország     | 1 – 0        | Feröer           | vb-selejtező    | -            |              |
| 15.          | 2018. március 23.    | Budapest, Groupama Aréna               | Magyarország     | 2 – 3        | Kazahsztán       | barátságos      | -            |              |
| 16.          | 2018. március 27.    | Budapest, Groupama Aréna               | Magyarország     | 0 – 1        | Skócia           | barátságos      | -            |              |
| 17.          | 2018. június 6.      | Breszt, Regionaler Sportkomplex Brest  | Fehéroroszország | 1 – 1        | Magyarország     | barátságos      | -            |              |
| 18.          | 2018. június 9.      | Budapest, Groupama Aréna               | Magyarország     | 1 – 2        | Ausztrália       | barátságos      | -            | a szünetben  |
| 19.          | 2018. szeptember 8.  | Tampere, Tampere Stadion               | Finnország       | 1 – 0        | Magyarország     | Nemzetek Ligája | -            |              |
| 20.          | 2018. szeptember 11. | Budapest, Groupama Aréna               | Magyarország     | 2 – 1        | Görögország      | Nemzetek Ligája | -            |              |
| 21.          | 2018. október 12.    | Athén, Olimpiai Stadion                | Görögország      | 1 – 0        | Magyarország     | Nemzetek Ligája | -            |              |
| 22.          | 2018. október 15.    | Tallinn, A. Le Coq Aréna               | Észtország       | 3 – 3        | Magyarország     | Nemzetek Ligája | -            |              |
| 23.          | 2018. november 18.   | Budapest, Groupama Aréna               | Magyarország     | 2 – 0        | Finnország       | Nemzetek Ligája | -            |              |
| 24.          | 2019. március 21.    | Nagyszombat, Anton Malatinský Stadion  | Szlovákia        | 2 – 0        | Magyarország     | Eb-selejtező    | -            |              |
| 25.          | 2019. március 24.    | Budapest, Groupama Aréna               | Magyarország     | 2 – 1        | Horvátország     | Eb-selejtező    | -            |              |
| 26.          | 2019. június 8.      | Baku, Olimpiai Stadion                 | Azerbajdzsán     | 1 – 3        | Magyarország     | Eb-selejtező    | -            |              |
| 27.          | 2019. június 11.     | Budapest, Groupama Aréna               | Magyarország     | 1 – 0        | Wales            | Eb-selejtező    | -            |              |
| 28.          | 2019. szeptember 9.  | Budapest, Groupama Aréna               | Magyarország     | 1 – 2        | Szlovákia        | Eb-selejtező    | -            |              |
| 29.          | 2019. október 10.    | Split, Poljud Stadion                  | Horvátország     | 3 – 0        | Magyarország     | Eb-selejtező    | -            |              |
| 30.          | 2019. október 13.    | Budapest, Groupama Aréna               | Magyarország     | 1 – 0        | Azerbajdzsán     | Eb-selejtező    | -            |              |
| 31.          | 2019. november 19.   | Cardiff, Cardiff City Stadion          | Wales            | 2 – 0        | Magyarország     | Eb-selejtező    | -            |              |
| 32.          | 2020. szeptember 3.  | Sivas, Sivas Arena                     | Törökország      | 0 – 1        | Magyarország     | Nemzetek Ligája | -            |              |
| 33.          | 2020. szeptember 6.  | Budapest, Puskás Aréna                 | Magyarország     | 2 – 3        | Oroszország      | Nemzetek Ligája | -            |              |
| 34.          | 2020. október 8.     | Szófia, Vaszil Levszki Nemzeti Stadion | Bulgária         | 1 – 3        | Magyarország     | Eb-selejtező    | -            |              |
| 35.          | 2020. október 11.    | Belgrád, Rajko Mitić Stadion           | Szerbia          | 0 – 1        | Magyarország     | Nemzetek Ligája | -            |              |
| 36.          | 2020. november 12.   | Budapest, Puskás Aréna                 | Magyarország     | 2 – 1        | Izland           | Eb-selejtező    | -            |              |
| 37.          | 2021. március 25.    | Budapest, Puskás Aréna                 | Magyarország     | 3 – 3        | Lengyelország    | vb-selejtező    | -            |              |
| 38.          | 2021. június 4.      | Budapest, Szusza Ferenc Stadion        | Magyarország     | 1 – 0        | Ciprus           | barátságos      | -            | 48'          |
| 39.          | 2021. június 8.      | Budapest, Szusza Ferenc Stadion        | Magyarország     | 0 – 0        | Írország         | barátságos      | -            | 63'          |
| 40.          | 2021. június 15.     | Budapest, Puskás Aréna                 | Magyarország     | 0 – 3        | Portugália       | Eb-csoportkör   | -            |              |
| 41.          | 2021. június 19.     | Budapest, Puskás Aréna                 | Magyarország     | 1 – 1        | Franciaország    | Eb-csoportkör   | -            |              |
| 42.          | 2021. június 23.     | München, Allianz Arena                 | Németország      | 2 – 2        | Magyarország     | Eb-csoportkör   | -            |              |
| 43.          | 2021. szeptember 2.  | Budapest, Puskás Aréna                 | Magyarország     | 0 – 4        | Anglia           | vb-selejtező    | -            |              |
| 44.          | 2021. szeptember 5.  | Elbasan, Elbasan Aréna                 | Albánia          | 1 – 0        | Magyarország     | vb-selejtező    | -            | a szünetben  |
| 45.          | 2021. október 9.     | Budapest, Puskás Aréna                 | Magyarország     | 0 – 1        | Albánia          | vb-selejtező    | -            |              |
| 46.          | 2021. október 12.    | London, Wembley Stadion                | Anglia           | 1 – 1        | Magyarország     | vb-selejtező    | -            |              |
| 47.          | 2022. március 24.    | Budapest, Puskás Aréna                 | Magyarország     | 0 – 1        | Szerbia          | barátságos      | -            |              |
| 48.          | 2022. június 4.      | Budapest, Puskás Aréna                 | Magyarország     | 1 – 0        | Anglia           | Nemzetek Ligája | -            | 90'          |
| 49.          | 2022. június 11.     | Budapest, Puskás Aréna                 | Magyarország     | 1 – 1        | Németország      | Nemzetek Ligája | -            | 86'          |
| 50.          | 2022. szeptember 23. | Lipcse, Red Bull Arena                 | Németország      | 0 – 1        | Magyarország     | Nemzetek Ligája | -            |              |
| 51.          | 2022. szeptember 26. | Budapest, Puskás Aréna                 | Magyarország     | 0 – 2        | Olaszország      | Nemzetek Ligája | -            |              |
| 52.          | 2024. március 22.    | Budapest, Puskás Aréna                 | Magyarország     | 1 – 0        | Törökország      | barátságos      | -            |              |
| 53.          | 2024. június 4.      | Dublin, Aviva Stadion                  | Írország         | 2 – 1        | Magyarország     | barátságos      | -            | 46'          |
| 54.          | 2024. június 8.      | Debrecen, Nagyerdei stadion            | Magyarország     | 3 – 0        | Izrael           | barátságos      | -            |              |
| 55.          | 2024. június 15.     | Köln, RheinEnergieStadion (GER)        | Magyarország     | 1 – 3        | Svájc            | Eb-csoportkör   | -            |              |
| 56.          | 2024. június 19.     | Stuttgart, MHPArena                    | Németország      | 2 – 0        | Magyarország     | Eb-csoportkör   | -            |              |
| 57.          | 2024. június 23.     | Stuttgart, MHPArena (GER)              | Skócia           | 0 – 1        | Magyarország     | Eb-csoportkör   | -            |              |
| 58.          | 2024. szeptember 7.  | Düsseldorf, Merkur Spiel-Arena         | Németország      | 5 – 0        | Magyarország     | Nemzetek Ligája | -            |              |
|              | Összesen             |                                        |                  | 58           | mérkőzés         |                 | 0            | gól          |

## Sikerei, díjai

### Klubcsapatokkal
Red Bull Salzburg
- Osztrák Bundesliga bajnok: 2013–14, 2014–15
- Osztrák kupagyőztes: 2013–14, 2014–15

 RB Leipzig
- Bundesliga 2:
  -  ezüstérmes: 2015–16
- Bundesliga:
  -  ezüstérmes: 2016–17
  -  bronzérmes: 2018–19, 2019–20
- Német labdarúgókupa:
  -  aranyérmes: 2021–22
  -  ezüstérmes: 2018–19, 2020–21
- UEFA-bajnokok ligája:
  - elődöntős: 2019–20

### Egyéni elismerés
- - A legjobb külföldön játszó magyar a 2017–18-as szezonban a HLSZ szavazásán[55]
  - Az év magyar labdarúgója (2018),[56] 2019,[57] 2020[58]
  - Magyar Aranylabda (2018, 2019)[59][60]
  - Fehér Kesztyű (2019)

### A válogatottal
- Magyarország U20
  - U20-as labdarúgó-világbajnokság
    -  Bronzérmes: 2009
- Magyarország
  - Európa-bajnokság-nyolcaddöntő: 2016
  - Európa-bajnokság-csoportkör: 2021, 2024